# Coprinus disseminatus
Coprinus disseminatus (Pers.:Fr.) S.F. Gray, A Natural Arrangement of British Plants (London) 1: 634 (1821)
Il Coprinus disseminatus è un fungo molto comune che nasce quasi sempre dopo abbondanti piogge e che dura al massimo qualche giorno.

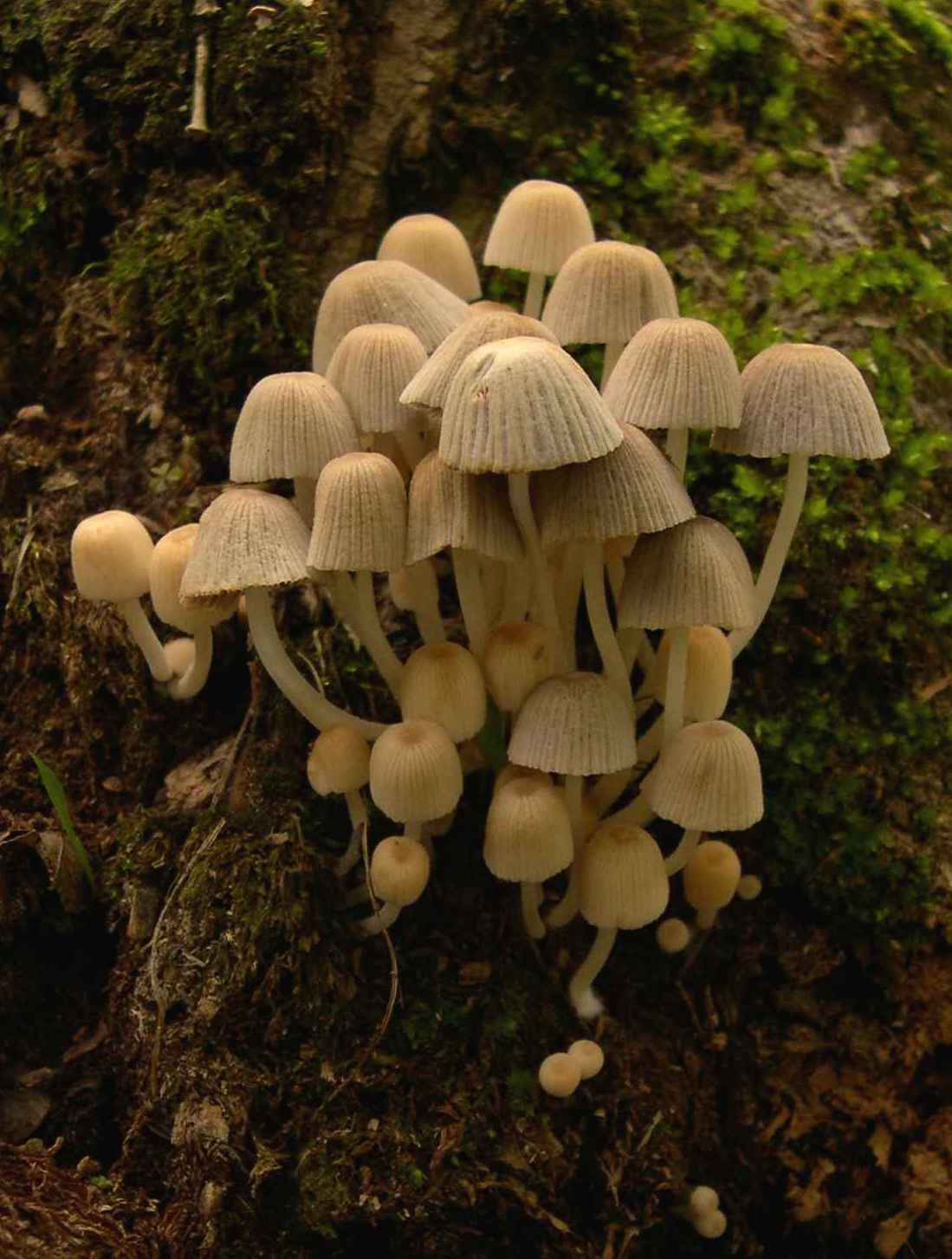
Una famigliola su un ceppo marcescente

## Cappello
1-2 cm, prima biancastro o giallastro poi cinereo, talvolta con sfumature carnicine,  brunastro alla sommità, prima arrotondato poi campanulato, non deliquescente (a differenza degli altri Coprinus), solcato e poco carnoso, con margine minuto.

## Lamelle
Annesse al gambo, larghe, biancastre poi nerastre con l'età, non sempre deliquescenti.

## Gambo
2-5 x 0,2-0,6 cm, fragile, cilindrico, a volte un po' ingrossato alla base, spesso incurvato, cavo, bianco con sfumature rosa camoscio, sericeo liscio o fibrilloso.

## Carne
Sottilissima inconsistente, biancastra, appena giallina al centro del cappello, non deliquescente, senza odori o sapori particolari.

## Spore

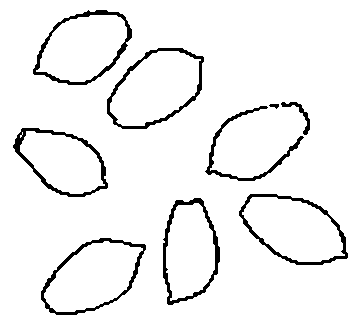
Spore di Coprinus disseminatus

Bruno-nerastre in massa, 7-10 x 4-5,5 µm, ellittiche, lisce, con un largo poro germinativo.

## Habitat
Fungo saprofita, fruttifica dalla primavera all'autunno, in gruppi di numerosi esemplari, sempre cespitoso, nei pressi di ceppaie di latifoglie o tra il fogliame.

## Commestibilità
Non commestibile, senza valore alimentare.

## Sinonimi e binomi obsoleti
- Agaricus disseminatus Pers., Synopsis Methodica Fungorum (Göttingen): 403 (1801)
- Coprinarius disseminatus (Pers.) P. Kumm., Führer Pilzk.: 68 (1871)
- Coprinellus disseminatus (Pers.) J.E. Lange [as 'disseminata'], Dansk bot. Ark. 9(6): 93 (1938)
- Psathyrella disseminata (Pers.) Quél., Champs Jura Vosges: 123 (1872)
- Pseudocoprinus disseminatus (Pers.) Kühner, Le Botaniste 20: 156 (1928)